# Plástico-bolha

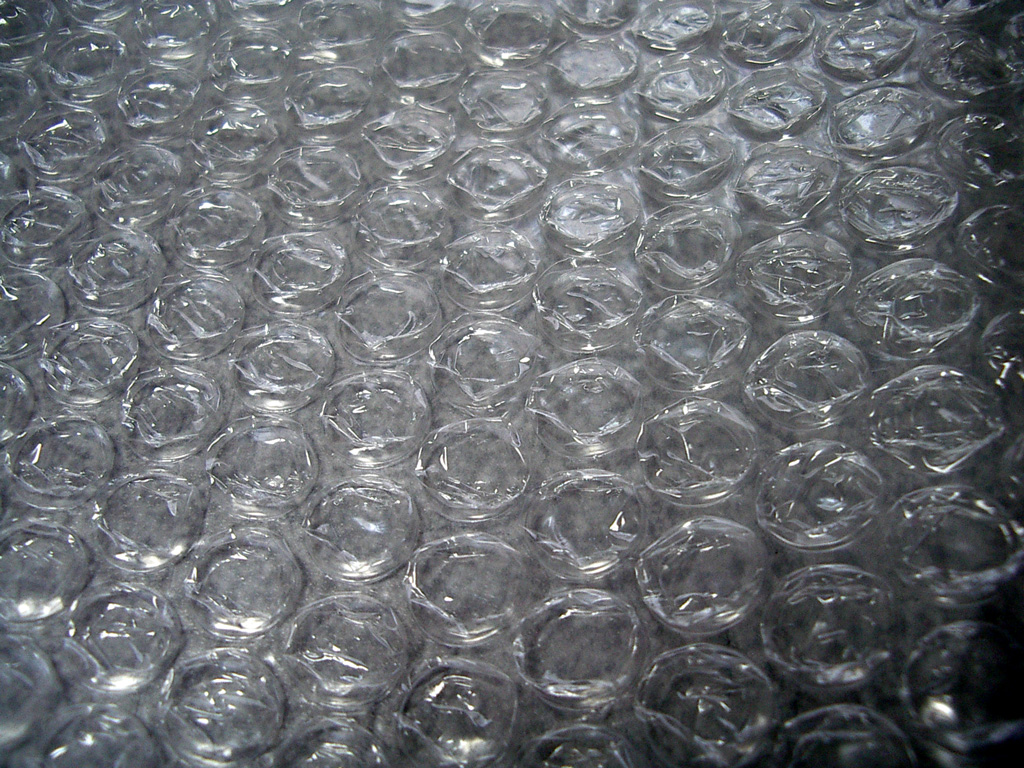
Plástico-bolha

Plástico-bolha é um tipo de plástico que serve para proteger os produtos ou objetos em transporte.
Foi criado por dois engenheiros, Alfred Fielding e Marc Chavannes, em 1957. Como muitas outras inovações, foi acidental:
Eles tentavam criar uma plano de fundo de plástico texturizado com o verso em papel que pudesse ser limpo facilmente.
O termo é uma marca registrada da Sealed Air Corporation (EUA) que foi fundada em 1960 por estes inventores e teoricamente só pode ser usado pelos produtos desta companhia.
Produzido em filme de polietileno de baixa densidade, com bolhas de ar prensadas, o plástico-bolha é um produto que proporciona excelente proteção aos materiais nele embalados. Outra aplicação largamente utilizada do plástico-bolha é no revestimento de pisos antes da aplicação de carpetes de madeira, proporcionando uma ótima isolação acústica. Este material pode ser também laminado com papel e transformado posteriormente em envelopes, para transporte de produtos frágeis e outros que requeiram cuidados especiais.

## Características
Proteção contra choques mecânicos, fácil manuseio, leveza, atóxico, impermeável, flexível, termo-soldável, resistente à maioria dos produtos químicos comerciais, transparente e reciclável.

### Formatos
Medidas comercializadas:
Largura: 100 mm
Espessura: 100 mm
Diâmetro da Bolha: 5 a 25 mm
Disponível em Bobina

### Cores
Transparente, Verde, Azul, Rosa, Vermelho, Amarelo, Prateado, Roxo.

## Aplicações
Embalagem de proteção para indústrias de automobilística, moveleira, metalúrgica, alimentícia, eletroeletrônica e supermercados.
É essencial para proteger peças como lustres, louças e metais sanitários.

## Passa-Tempo
Em 26 de janeiro é considerado o Dia Mundial de Apreciação do Plástico Bolha.
Algumas pessoas encontram no plástico bolha uma ótima atividade desestressante: estourar as bolhas. Apertar as bolhas uma a uma, ouvindo o calmante som "plec", torcer o plástico para estourar o maior número possível de uma vez ou até mesmo pisar em cima. Outra forma para estourá-las, é passar por cima do plástico bolha com uma bicicleta. 
Alivia o stress de quem rebenta as bolinhas. Porque, para quem está ao lado a ouvir os estalidos, é um tremendo stress! 
Ecológico: http://jogueaqui.ig.com.br/jogos-online.php?jogo=papelbolha

## Plástico bolha infinito
Lançado no Japão, o ploc-ploc ou plástico bolha infinito vem no formato de chaveiro que recria o prazer de estourar pequenas bolhas plásticas e se repõem imediatamente, tornando a brincadeira interminável. Com o propósito de satisfazer esse "vício", que pode ser um momento de distração para uns, até um antídoto anti-stress para outros, o gadget ainda emite a cada cem estouros um som surpresa, que vai desde o barulho de uma campainha até ao grito de uma mulher.

## Mudança no formato do plástico bolha
A partir de 2015, a Sealed Air Corp substitui a versão tradicional do plástico-bolha por outra que não estoura. A nova versão, denominada iBubble, foi criada com intenção de ocupar menos espaço quando não estiver sendo usada, 2% do espaço de um rolo de plástico bolha convencional, o que ocorre porque ela é vendida sem ar. Após chegar ao destino, os atacadistas e os varejstas usam umas bombas para inflar as bolhas.